# 爱国路 (罗湖区)
爱国路是廣東省深圳市罗湖区的一條道路，北起东湖立交，接布心路、丹平快速路、沙湾路，南在文锦爱国路口接文锦中路，为南北走向。
其中起点—东门爱国路口的路廊最早为沙深公路（布吉沙湾——深圳）的一部分，20世纪八十年代初修整成40米宽的市政路并于1983年——1984年通车。
这条路也是 107国道的一部分，且 107国道终点位于这条路终点的文锦渡口岸入口。深圳水库及东湖公园就位于沿线。

## 主要交汇道路
- 布心路、丹平快速路、沙湾路 （东湖立交，起点）

- 太宁路
- 沿河北路
- 东门北路、怡景路

- 华丽路
- 文锦中路（终点）